# 4180 Anaxagoras
4180 Anaxagoras è un asteroide della fascia principale. Scoperto nel 1960, presenta un'orbita caratterizzata da un semiasse maggiore pari a 2,6095741 UA e da un'eccentricità di 0,1917406, inclinata di 10,91715° rispetto all'eclittica.
L'asteroide è dedicato a Anassagora, filosofo greco dell'antichità.